# Drosera prostrata
Drosera prostrata este o specie de plante carnivore din genul Drosera, familia Droseraceae, ordinul Caryophyllales. A fost descrisă pentru prima dată de Neville Graeme Marchant și Allen Lowrie, și a primit numele actual de la Allen Lowrie.
Este endemică în:
- Ashmore-Cartier Is..
- Western Australia.

Conform Catalogue of Life specia Drosera prostrata nu are subspecii cunoscute.